# نظرية التوازي الفائق

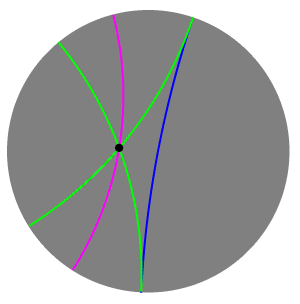
قرص بوانكاريه : الخط الوردي موازي تمامًا للخط الأزرق والخطوط الخضراء موازية بشكل محدود للخط الأزرق.

في الهندسة الزائدية، يمكن اعتبار خطين فائقا التوازي إذا لم يتقاطعا و لم يكونا متوازيين بشكل نهائي.
تنص نظرية التوازي الفائق (بالإنجليزية: Ultraparallel theorem)‏ على أن كل زوج من الخطوط المتوازية المتميزة له خط عمودي مشترك فريد أو خط زائدي عمودي على كلا الخطين.

## بناء هيلبرت
ليكن r و s خطين متوازيين للغاية.
من أي نقطتين متميزتين A و C على s، ارسم AB و CB' عموديين على r مع B و B' على r .
إذا حدث أن AB = CB'، فإن العمود المشترك المطلوب يربط بين نقاط المنتصف لـ AC و BB' (حسب تماثل رباعي أضلاع ساكيري ACB'B).
إذا لم يكن الأمر كذلك، فيمكننا افتراض أن AB < CB' دون فقدان العمومية. دع E تكون نقطة على الخط s على الجانب المقابل لـ A من C. خذ A' على CB' بحيث يكون A'B' = AB. عبر A'، ارسم خطًا s' (A'E') على الجانب الأقرب إلى E، بحيث تكون الزاوية B'A'E' هي نفس الزاوية BAE. ثم يلتقي s' مع s في نقطة عادية D'. أنشئ نقطة D على الشعاع AE بحيث يكون AD = A'D'.
عندئذٍ، يكون D' ≠ D. وهما على نفس المسافة من r و كلاهما يقع على s. لذا فإن المنصف العمودي لـ D'D (قطعة من s) يكون أيضًا عموديًا على r. 
(إذا كان r و s متوازيين بشكل مقارب وليس متوازيين للغاية، فإن هذا البناء سوف يفشل لأن s' لن يلتقي مع s. بدلاً من ذلك، سيكون s' موازيًا محدودًا لكل من s وr.)

## الإثبات في نموذج نصف المستوى لبوانكاريه
{\displaystyle a<b<c<d}
يكون هناك أربع نقاط متميزة على محور الإحداث السيني للفضاء الديكارتي . يترك {\displaystyle p} و {\displaystyle q} تكون على شكل أنصاف دوائر فوق المحور السيني بأقطار {\displaystyle ab} و {\displaystyle cd} على التوالى. ثم في نموذج نصف الفضاء لبوانكاريه HP، {\displaystyle p} و {\displaystyle q} تمثل خطوطًا متوازية للغاية.
قم بتشكيل الحركتين الزائديتين التاليتين:
{\displaystyle x\to x-a}
{\displaystyle {\mbox{inversion in the unit semicircle.}}}
ثم {\displaystyle a\to \infty ,\quad b\to (b-a)^{-1},\quad c\to (c-a)^{-1},\quad d\to (d-a)^{-1}.}
الآن تابع مع هاتين الحركتين الزائديتين:
{\displaystyle x\to x-(b-a)^{-1}}
{\displaystyle x\to \left[(c-a)^{-1}-(b-a)^{-1}\right]^{-1}x}
ثم {\displaystyle a} يبقى في {\displaystyle \infty }, {\displaystyle b\to 0}, {\displaystyle c\to 1}, {\displaystyle d\to z} . نصف الدائرة الفريد، مع مركز عند الأصل، عمودي على الدائرة الموجودة على {\displaystyle 1z} يجب أن يكون له نصف قطر مماس لنصف قطر الآخر. المثلث القائم الذي يتكون من الإحداثي و نصف القطر العمودي له وتر طوله {\displaystyle {\begin{matrix}{\frac {1}{2}}\end{matrix}}(z+1)} . عندما{\displaystyle {\begin{matrix}{\frac {1}{2}}\end{matrix}}(z-1)} هو نصف قطر نصف الدائرة على {\displaystyle 1z} ، العمودي المشترك المطلوب له نصف قطر مربع
{\displaystyle {\frac {1}{4}}\left[(z+1)^{2}-(z-1)^{2}\right]=z.}
الحركات الزائدية الأربع التي أنتجت {\displaystyle z} يمكن عكس كل ما سبق و تطبيقه بترتيب عكسي على نصف الدائرة التي يقع مركزها عند الأصل ونصف قطرها {\displaystyle {\sqrt {z}}} لإنتاج خط زائدي فريد عمودي على كلا المتوازيين الفائقين {\displaystyle p} و {\displaystyle q} .

## الإثبات في نموذج بلترامي-كلاين
في نموذج بلترامي-كلاين للهندسة الزائدية:
- خطان متوازيان فريدان يتوافقان مع وترين غير متقاطعين.
- أقطاب هذين الخطين هي التقاطعات المقابلة للخطوط المماسّة لدائرة الحدود في نقاط نهاية الوتر.
- يتم نمذجة الخطوط العمودية على الخط l بواسطة الأوتار التي يمر امتدادها عبر قطب l .
- ومن ثم نرسم خطًا فريدًا بين قطبي الخطين المعطى، ونقطعه مع الدائرة الحدودية؛ وسيكون وتر التقاطع هو العمودي المشترك المطلوب للخطوط المتوازية للغاية.

إذا كان أحد الأوتار قطرًا، فلن يكون لدينا قطب، و لكن في هذه الحالة أي وتر عمودي على القطر يكون عموديًا أيضًا في نموذج بلترامي-كلاين، و لذلك نرسم خطًا عبر قطب الخط الآخر يتقاطع مع القطر بزاوية قائمة للحصول على العمود المشترك.
يكتمل الإثبات بإظهار أن هذا البناء ممكن دائمًا:
- إذا كان كلا الوترين قطرين، فإنهما يتقاطعان. (في وسط الدائرة الحدودية)
- إذا كان أحد الوترين فقط عبارة عن قطر، فإن الوتر الآخر يمتد بشكل عمودي إلى أسفل إلى قسم من الوتر الأول الموجود في داخله، ويتقاطع خط من القطب العمودي على القطر مع كل من القطر والوتر.
- إذا لم يكن كلا الخطين قطرين، فيمكننا تمديد المماسين المرسومين من كل قطب لإنتاج شكل رباعي يحتوي على دائرة الوحدة المحصورة داخله.[كيف؟][ <span title="Please clarify the preceding statement or statements with a good explanation from a reliable source. (August 2015)">كيف؟</span> ] الأقطاب هي رؤوس متقابلة لهذا الشكل الرباعي، والأوتار هي خطوط مرسومة بين الأضلاع المتجاورة للرأس، عبر الزوايا المتقابلة. بما أن الشكل الرباعي محدب،[لماذا؟] يتقاطع الخط بين القطبين مع كلا الوترين المرسومين عبر الزوايا، ويحدد جزء الخط بين الوترين الوتر المطلوب العمودي على الوترين الآخرين.

</br> و بدلاً من ذلك، يمكننا إنشاء العمودي المشترك للخطوط المتوازية الفائقة على النحو التالي: فهذه الخطوط المتوازية الفائقة في نموذج بلترامي-كلاين عبارة عن وترين غير متقاطعين. لكنهم في الواقع يتقاطعون خارج الدائرة. قطب النقطة المتقاطعة هو العمود المشترك المطلوب. 